# دریاچه پی‌تو
دریاچه پی‌تو (به انگلیسی: Peyto Lake) نام دریاچه‌ای است در رشته‌کوه راکی، واقع در پارک ملی بنف در ایالت آلبرتا، کانادا. دسترسی به دریاچه از طریق باغ‌راه آیسفیلد به سادگی امکان‌پذیر است.
این دریاچه از نوع یخچال طبیعی تشکیل شده‌است.
نام‌گذاری آن به افتخار ابنزر ویلیام پی‌تو از راهنمایان منطقهٔ بنف بوده است. دریاچه در درهٔ واپوتیک رنج، بین قلهٔ کالدرون، قله پی‌تو و کوه جیمی سیمپسون در ارتفاع ۱٬۸۶۰ متری (۶٬۱۰۰ پا) قرار دارد.
در طول تابستان، مقادیر زیادی از گرده صخره مذاب به دریاچه می‌ریزد، و این ذرات صخره‌ای معلّق به دریاچه رنگی درخشان و فیروزه‌ای می‌بخشد. به خاطر این رنگ درخشانش، تصاویر دریاچه اغلب در کتاب‌های مصور دیده می‌شود و منطقهٔ دربرگیرنده‌اش یکی از نقاط تماشایی محبوب برای جهانگردان در پارک است. بهترین زاویه برای دیدن دریاچه، قلهٔ کمان (Bow Summit) در بالاترین نقطهٔ باغ‌راه آیسفیلد است.
آب دریاچه از طریق نهر پی‌تو تأمین می‌گردد که آب را از دریاچهٔ کالدرون و یخچال طبیعی پی‌تو (بخشی از واپوتا آیسفیلد) زه‌کشی کرده و آن را به رود میستایا می‌ریزد.

## نگارخانه

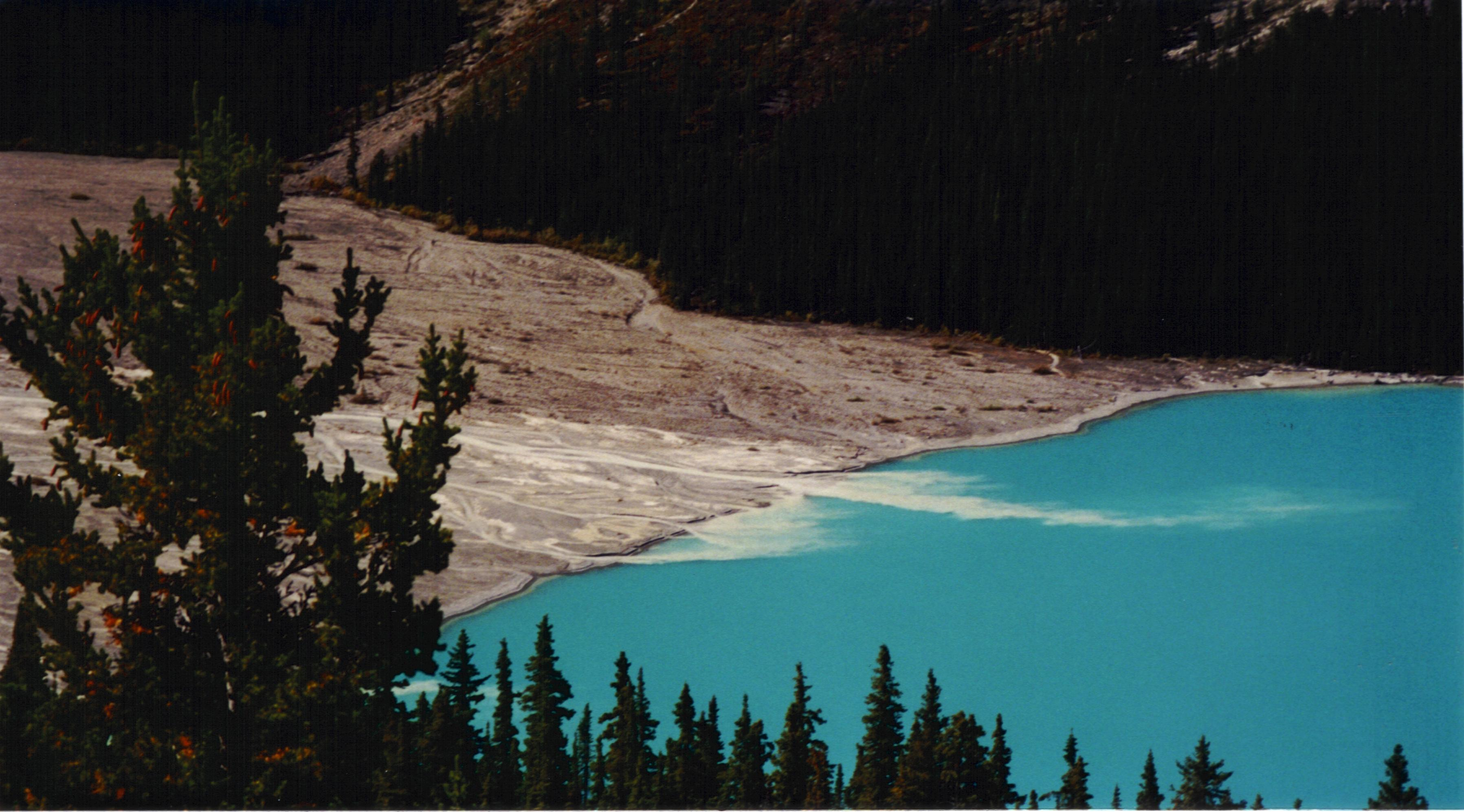
گرد صخره در حال ریزش به درون دریاچه
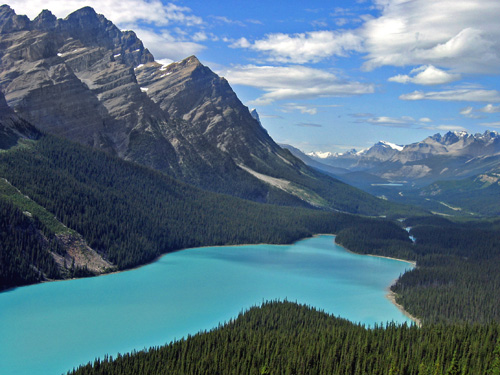
دریاچه پی‌تو
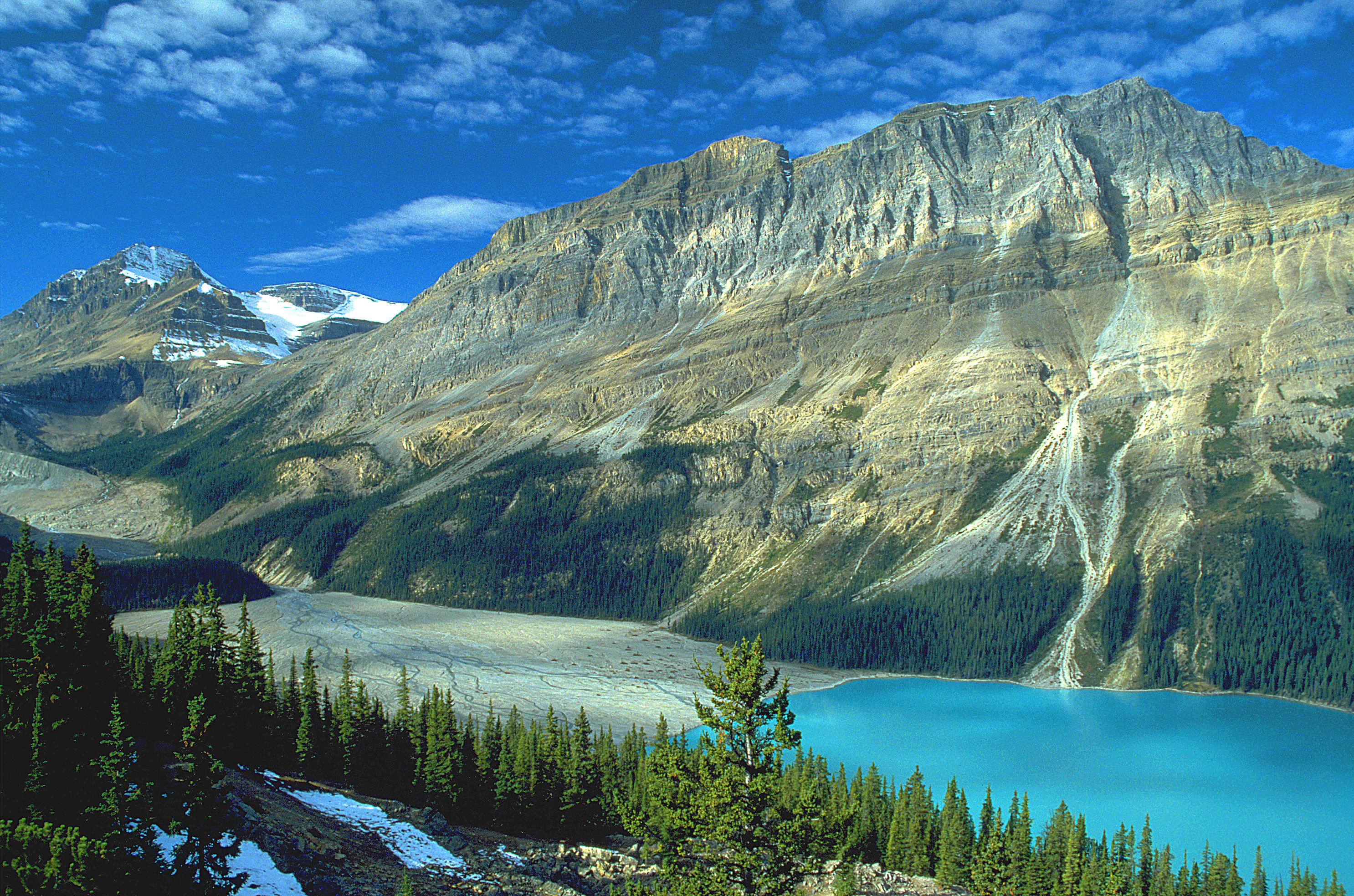
دریاچه پی‌تو در سنگلاخ‌های کانادایی

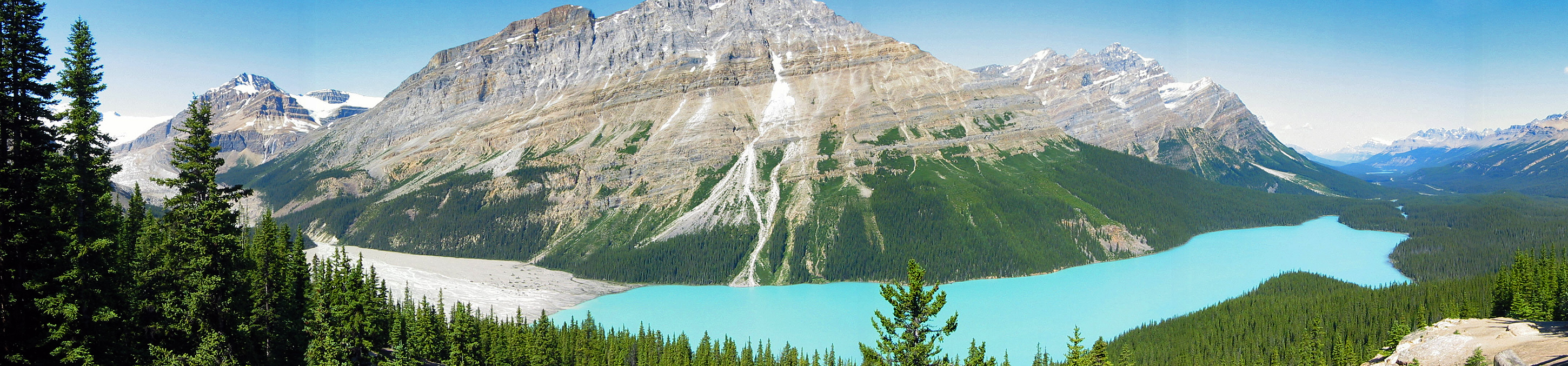
پانورامای دریاچه پی‌تو